# Grenadines (Saint-Vincent-et-les-Grenadines)
Pour les articles homonymes, voir Grenadine.
Grenadines est l'une des six paroisses de Saint-Vincent-et-les-Grenadines.
Les villes qui la composent sont :
- Ashton
- Bednoe
- Charlestown
- Cheltenham
- Clifton
- Derrick
- Dovers
- Friendship
- Lovell Village
- Old Wall
- Paget Farm
- Port Elizabeth, chef-lieu de la paroisse.